# Bråpiggen
Der Bråpiggen (norwegisch für Schroffe Spitze) ist ein 2185 m hoher Berggipfel im ostantarktischen Königin-Maud-Land. Er ist einer der eisfreien Gipfel auf der Südseite des Tals Frostlendet und ragt 1,5 km südlich des Friis-Baastadnuten im Borg-Massiv auf.
Norwegische Kartografen, die ihn auch deskriptiv benannten, nahmen anhand von Luftaufnahmen und Vermessungen der Norwegisch-Britisch-Schwedischen Antarktisexpedition (1949–1952) eine Kartierung vor.